# Janie Eickhoff
Jane Eickhoff-Quigley (ur. 15 czerwca 1970 w Long Beach) – amerykańska kolarka torowa, siedmiokrotna medalistka mistrzostw świata.

## Kariera
Pierwszy sukces w karierze Jane Eickhoff-Quigley osiągnęła w 1987 roku, kiedy zdobyła złote medale mistrzostw świata juniorów w sprincie i wyścigu na dochodzenie. Na rozgrywanych dwa lata później mistrzostwach świata w Lyonie zdobyła brązowy medal w wyścigu punktowym, ulegając jedynie Francuzce Jeannie Longo i Szwajcarce Barbarze Ganz. Kolejne dwa medale zdobyła podczas mistrzostw świata w Stuttgarcie, gdzie w wyścigu na dochodzenie przegrała tylko z Niemką Petrą Rossner, a w wyścigu punktowym była trzecia za Holenderką Ingrid Haringa i Belgijką Kristel Werckx. Na trzech kolejnych mistrzostwach świata: w Walencji w 1992 roku, w Hamar w 1993 roku i w Palermo w 1994 roku zdobywała brązowe medale w wyścigu punktowym. Ostatni medal wywalczyła na mistrzostwach świata w Manchesterze w 1996 roku, gdzie w swojej koronnej konkurencji była druga, ulegając jedynie Rosjance Swietłanie Samochwałowej.